# DECIGO
DECIGO(Deci-hertz Interferometer Gravitational wave Observatory, DECi-헤르츠 간섭계 중력파 관측소)는 일본의 우주 기반 중력파 관측소로 제안되었다. 레이저 간섭계 중력파 검출기는 0.1~10Hz 사이의 주파수 대역에서 가장 민감하게 설계되어 레이저 간섭계 중력파 관측소(LIGO)와 레이저 간섭계 우주 안테나(LISA)의 민감한 대역 사이의 간격을 메우기 때문에 이러한 이름이 붙여졌다. 전구체 임무인 B-DECIGO는 현재 2030년대에 발사될 예정이며 DECIGO는 그 이후에 발사될 예정이다.
디자인은 LISA와 유사하다. 4개의 제로 드래그 위성 클러스터(2개는 같은 위치)가 삼각형 배열로 배치되어 있지만 상대 변위가 파브리-페로 간섭계로 측정되는 1000km의 더 작은 간격을 사용한다.

## 같이 보기
- 레이저 간섭계 우주 안테나